# BD +36 3317
BD +36 3317 (conocida también como SAO 67556 y TYC 2651-802-1) es una estrella variable en la constelación de Lyra, situada a poco más 3 minutos de arco de la también variable roja Delta2 Lyrae y dentro del cúmulo abierto Stephenson 1. Sus coordenadas son: Ascensión Recta 18h 54m 22.23s y Declinación +36º 51' 07.45" (equinoccio 2000).

## Descripción
Es una estrella muy lejana cuya distancia no ha podido medirse mediante el paralaje, ya que el valor obtenido por el satélite Hipparcos (0.00120 segundos de arco) es similar al error (±0.00610 segundos de arco). Su movimiento propio anual es muy reducido: +0.00012 segundos de arco en A. Recta según la misma fuente. Una estimación de la distancia puede ser en torno a los 390 parsecs, aproximadamente 1270 años luz.
Se trata de una estrella binaria física de magnitud 8.77 en banda V cuya componente visible es un astro blanco de tipo espectral A0 V (perteneciente a la Secuencia principal) unas 50 veces más luminosa que el Sol: su magnitud aparente se estima en +2,0 mientras que la temperatura efectiva se cifra en torno a los 8500K. La masa de este astro, no bien determinada todavía, debe ser próxima a 2,1 la solar. La estrella secundaria, según resultados de un trabajo muy reciente (mayo de 2009), es un astro también blanco de tipo espectral A5 V con una luminosidad casi 2.5 veces inferior a la de la estrella primaria .
Es un sistema binario eclipsante de tipo Algólida (o EA), cuyo prototipo es Algol (en la constelación de Perseo), formado por una estrella primaria brillante, caliente, orbitada por una estrella secundaria más fría y débil que no puede resolverse de la principal telescópicamente y sólo puede reconocerse por la presencia de dobles líneas en el espectro, cuya posición cambia periódicamente. El valor de este período orbital es igual a 4.30216 días.
La profundidad del eclipse primario es igual a 0,938 magnitudes en banda V, la del secundario igual a 0,335 magnitudes y ambos tienen una forma muy aguda lo que indica claramente que son parciales, que las estrellas componentes están completamente separadas (sistema detached) y ambas son esféricas.
De su curva de luz puede deducirse también que ambas componentes son muy jóvenes, al no haber llenado todavía su lóbulo de Roche; que la inclinación del sistema es bastante próximo a los 90° así como una excentricidad muy reducida o incluso nula; por otra parte los eclipses son parciales, lo cual se aprecia en la forma aguda de los mínimos primarios y secundarios. Hasta la fecha (primavera de 2008) no se han determinado sus parámetros orbitales ni masas, aunque esto es fácil de modelizar si se obtienen buenas curvas de luz en el futuro.
Este sistema estelar está dentro de la Vía Láctea, lugar de nacimiento de la mayor parte de las estrellas y parece pertenecer al joven cúmulo abierto Stephenson 1 lo cual se corrobora por la posición central en el seno del mismo, en que ambas estrellas son jóvenes y poco evolucionadas así como en la gran distancia hasta la Tierra, que se deduce de la ausencia de paralaje y su reducido movimiento propio anual.
En diciembre de 2009 fue incluida en The International Variable Star Index con la denominación VSX J185422.2+365107, a la espera de recibir una denominación oficial (p. ej. V1022 Lyr o similar) por la Unión Astronómica Internacional (UAI).
En febrero de 2012 se ha publicado otro trabajo, "Estudio fotométrico y espectroscópico de Stephenson 1" (V.I.U., Valencian International University, Máster de Astronomía y Astrofísica), en el que se presente una modelización del sistema binario eclipsante BD +36 3317.